# مهرجان القاهرة السينمائي الدولي الثاني والثلاثون
انطلق مهرجان القاهرة السينمائي الدولي الثاني والثلاثون في 18 نوفمبر واختُتم في 28 نوفمبر 2008. وكان المُخرج الإسباني إيمانول يوريبا رئيسًا للجنة التحكيم.

## الأفلام المشاركة

### المسابقة الدولية
تنافست الأفلام التالية على الهرم الذهبي:
| العنوان باللغة العربية | العنوان الأصلي       | المخرج               | البلد            |
| ---------------------- | -------------------- | -------------------- | ---------------- |
| راقص التانجو           | The Tango Dancer     | غابرييل أدريان أريج  | الأرجنتين        |
| المفقود                | Los                  | جان فيرهاين          | بلجيكا           |
| الراقصون               | Dancen               | بيرنيل فيشر كريستنسن | الدنمارك         |
| يوم ما اتقابلنا        |                      | إسماعيل مراد         | مصر              |
| سيرافين                | Séraphine            | مارتن بروفوست        | فرنسا            |
| بصمة الملاك            | L'empreite de l'ange | صافي نبو             | فرنسا            |
| حيث العشب أكثر اخضرارا | Nur ein Sommer       | تمارا ستودت          | ألمانيا / سويسرا |
| الجريكو                | Ελ Γκρέκο            | يانيس سمراجديس       | اليونان          |
| ماريو الساحر           | Márió, a varázsló    | تاماس الماسي         | المجر / إيطاليا  |
| الجسد                  | Il Tuo Disprezzo     | كريستيان انجيلي      | إيطاليا          |
| حرب الشاي              | 闘茶                 | وانغ ييمينغ          | اليابان / تايوان |
| الهاوية                | Kolekcioniere        | كريستينا بوزيت       | ليتوانيا         |
| العثور على شنجرى لا    | 這兒是香格里拉       | إسمين تينغ           | الصين            |
| الإمبراطورية الخفية    | Исчезнувшая империя  | كارين شاخنازاروف     | روسيا            |
| العودة إلى حنظلة       | Retorno a Hansala    | تشوس جوتيريز         | إسبانيا          |
| عباد الشمس الأعمى      | Los girasoles ciegos | خوسيه لويس كويردا    | إسبانيا          |
| حب على الطريقة الهندية | Tandoori Love        | أوليفر بافلوس        | سويسرا           |
| المبعوث                | Ulak                 | جاغان ارماك          | تركيا            |

### مسابقة أفلام الديجيتال
عُرضت الأفلام التالية في المسابقة الرقمية لفئة الأفلام الطويلة:
| العنوان باللغة العربية | العنوان الأصلي           | المخرج               | البلد                      |
| ---------------------- | ------------------------ | -------------------- | -------------------------- |
| لا أحد طبيعي قريبا منك | De cerca nadie es normal | مارسيلو موسنسون      | الأرجنتين                  |
| خلف الزجاج             | Iza stakla               | زرينكو أوجريستا      | كرواتيا                    |
| قصة الفراشة العذراء    |                          | وليد عوني            | مصر                        |
| دورة مياه              | W.C                      | ليام أو موشين        | أيرلندا                    |
| ثلاث ليرات             | Lira 3                   | أندريا بيليزر        | إيطاليا                    |
| وداعا                  | へばの                   | بونيو كيمورا         | اليابان                    |
| خليك معي               |                          | إيلي حبيب            | لبنان                      |
| مواسم الحياة           | Seasons of Life          | تشارلز شيمو جويا     | مالاوي                     |
| وجوه متغيرة            | Changing Faces           | فاروق أفولابي لاساكي | نيجيريا                    |
| زيمبابوي               | Zimbabwe                 | داريل رودت           | جنوب إفريقيا               |
| فتيان عاديون           | Chicos normales          | دانييل هيرنانديز     | إسبانيا                    |
| نقطة                   | Nokta                    | درويش زعيم           | تركيا                      |
| مسلم                   | Mozlym                   | إدريس بورمول         | الولايات المتحدة           |
| ظلال راي               | Shades of Ray            | جعفر محمود           | الولايات المتحدة / باكستان |

### مسابقة الأفلام العربية
عُرضت الأفلام التالية في المسابقة العربية للأفلام الطويلة.
| العنوان باللغة العربية | العنوان الأصلي | المخرج                | البلد                      |
| ---------------------- | -------------- | --------------------- | -------------------------- |
| قضية رجال              |                | أمين قيس              | الجزائر / الولايات المتحدة |
| مسخرة                  |                | إلياس سالم            | الجزائر / فرنسا            |
| آذان                   | Dernier Maquis | رباح عامر زايميش      | الجزائر / فرنسا            |
| أربع فتيات             |                | حسين الحليبي          | البحرين                    |
| بصرة                   |                | أحمد رشوان            | مصر                        |
| خلطة فوزية             |                | مجدي أحمد علي         | مصر                        |
| بلطية عايمة            |                | علي رجب               | مصر                        |
| رقم واحد               |                | زكية طاهري            | المغرب                     |
| عيد ميلاد ليلى         |                | رشيد مشهراوي          | فلسطين                     |
| ملح هذا البحر          |                | آن ماري جاسر          | فلسطين                     |
| حسيبة                  |                | ريمون بطرس            | سوريا                      |
| أيام الضجر             |                | عبد اللطيف عبد الحميد | سوريا                      |
| حادثة                  |                | رشيد فرشيو            | تونس                       |
| خمسة                   |                | كريم الدريدي          | تونس / فرنسا               |

## أفلام خارج المسابقة
عُرضت الأفلام التالية خارج المسابقة.
| العنوان باللغة العربية | العنوان الأصلي                   | المخرج           | البلد            |
| ---------------------- | -------------------------------- | ---------------- | ---------------- |
| العودة إلى الوطن       | Μπαρ Φλωμπέρ                     | فاسيليس دوفليس   | اليونان          |
| السنة الماضية          | Die letzte Heuer                 | ريتوبارنو جوش    | ألمانيا          |
| محيط الرجل العجوز      | Ocean of an Old Man              | راجيش شيرا       | الهند            |
| الدوامة                | Ore Kadal                        | شيامابراساد      | الهند            |
| تاج محل: قصة حب أبدية  | Taj Mahal: An Eternal Love Story | أكبر خان         | الهند            |
| شياطين بطرسبرغ         | I demoni di San Pietroburgo      | جوليانو مونتالدو | إيطاليا          |
| جومورا                 | Gomorra                          | ماتيو جاروني     | إيطاليا          |
| كل النساء في حياتي     | Tutte le donne della mia vita    | سيمونا إزو       | إيطاليا          |
| رحلة تيو               | El viajo de Teo                  | والتر دوهنر      | المكسيك          |
| الجولة                 | Турнеја                          | غوران ماركوفيتش  | صربيا            |
| وعدني بهذا             | Завет                            | أمير كوستوريتسا  | صربيا/ فرنسا     |
| ثلاثة قرود             | Üç Maymun                        | نورى بيلجى جيلان | تركيا            |
| إنه عالم حر...         | It's a Free World...             | كين لوتش         | المملكة المتحدة  |
| معركة في سياتل         | Battle in Seattle                | ستيوارت تاونسند  | الولايات المتحدة |
| إلى البرية             | Into the Wild                    | شون بن           | الولايات المتحدة |
| مارغو في العرس         | Margot at the Wedding            | نواه باومباخ     | الولايات المتحدة |

## لجنة التحكيم
| - إيمانول يوريبا, Spanish director (President) - محمد خان, Egyptian director - Dalia El Behiry, Egyptian Actress - Grazia Volpi, Italian Producer - محمود علي بالوغون, Nigerian Director - Sophie Ndaba, South African actress - Suzan Najm El Din, Syrian actress - Gungor Bayrak, Turkish actress - Anthony Sloman, English director | - طارق العريان, Egyptian director (President) - كارل باومغارتنر, German producer - Silvia Ferreri, Italian actress - Hisham Al Ghanim, Kuwaiti filmmaker - Rahmatou Keita, Nigerien director and screenwriter - Eugen Serbanescu, Romanian editor and screenwriter - Wayne Drew, English critic | - جان شمعون، مُخرج لبناني (رئيسا) - جميلة الصحراوي، مخرجة جزائرية - شريف منير، مُمثل مصري - سوسن بدر، ممثلة مصرية - داوود اولاد السيد، مخرج مغربي |

## الجوائز
الفائزون في مهرجان القاهرة السينمائي الدولي 2008 هم:
- الهرم الذهبي: العودة إلى حنظلة بقلم تشوس غوتيريز
- جائزة الهرم الفضي : المفقود بقلم جان فيرهاين
- أفضل مخرج: بيرنيل فيشر كريستنسن عن فيلم الراقصون
- جائزة سعد الدين وهبة (أفضل سيناريو):
  - برام رندرز عن المفقود
  - صافي نيبو وسيريل جوميز ماتيو عن فيلم بصمة الملاك
- أفضل ممثل: خوان دييغو بوتو عن فيلم الجريكو
- أفضل ممثلة: يولاند مورو عن فيلم سيرافين
- جائزة نجيب محفوظ (أفضل عمل ثان): صافي نبو عن بصمة الملاك
- جائزة يوسف شاهين (أفضل مساهمة فنية): أوليفر بافلوس عن فيلم حب على الطريقة الهندية
- تنويه خاص:
  - العثور على شنجرى لا بواسطة إسمين تينغ (للتصوير السينمائي)
  - عباد الشمس الأعمى بقلم خوسيه لويس كويردا
- - أفضل فيلم عربي: مسخرة للمخرج إلياس سالم
- أفضل سيناريو عربي:
  - رشيد مشهراوي في عيد ميلاد ليلى
  - البصرة لأحمد رشوان
- الجائزة الذهبية للأفلام الرقمية: نفقطة للمخرج درويش زعيم
- الجائزة الفضية لأفلام الديجيتال: وداعا لبونيو كيمورا
- جائزة الاتحاد الدولي للنقاد السينمائيين: تشوس غوتيريز عن فيلم العودة إلى حنظلة

## وصلات خارجية
- الموقع الرسمي لمهرجان القاهرة الدولي (باللغة الإنجليزية) نسخة محفوظة 2010-05-25 على موقع واي باك مشين.
- مهرجان القاهرة السينمائي الدولي: 2008 في قاعدة بيانات الأفلام على الإنترنت.